# Alexander Schneider
Alexander Schneider   (Vílnius, 21 d'octubre de 1908 - Nova York, 2 de febrer de 1993) va ser un violinista, director i professor lituà. Nascut d'una família jueva a Vílnius, Lituània, més tard es va traslladar als Estats Units com a membre del Quartet de Cordes de Budapest.
El seu nom de naixement era Abram Sznejder. El 1924, es va traslladar a Frankfurt amb el seu germà Mischa Schneider després d'obtenir una beca per a estudiar violí amb Adolf Rebner en el Conservatori Hoch. El 1927, va canviar el seu nom per un d'alemany, prenent Schneider com a cognom, igual que el seu germà Mischa que ja l'havia triat, i Alexander com a nom. El 1929 va ser nomenat director de l'Orquestra de la Norddeutscher Rundfunk a Hamburg fins al 1932.
Després es va unir a Berlin al Quartet de Cordes de Budapest com a segon violinista, i on el seu germà mischa era el violoncel·lista. El 1934, els nazis van amenaçar al quartet que es va traslladar a París. Quan va esclatar la guerra el 1939, el quartet es trobava de gira als Estats Units i va obtenir permís per a quedar-se. El 1944 va abandonar el quartet. Va interpretar amb Ralph Kirkpatrick i va formar el Trio Albeneri amb Benar Heifetz i Erich Itor Kahn. El 1949, va formar el quartet de Schneider per a interpretar i registrar els vuitanta-tres quartets d'Haydn. Això no es va completar perquè el seu patrocinador, la Societat Haydn, es va quedar sense fons. El mateix any va registrar les sonates i partites per a violí sol de Bach (BWV 1001-1006) per a Mercury Rècords.
Va estudiar amb Pau Casals a Prada on el va convèncer per fer el primer Festival Pau Casals de Prades de 1950 i commemorar el segon centenari de l'aniversari de la mort de Bach. Va fer costat a Pau Casals en altres festivals de Bach a Prada de Conflent i a Perpinyà. Posteriorment va fer l'oratori de Casals El Pessebre a Guadalajara (Mèxic), durant el Festival Casals de Mèxic, gravant-lo el 1973 a Puerto Rico.
El 1956, va tornar al Quartet de Cordes de Budapest fins a la seva dissolució el 1967. Va ser el director artístic dels Concerts Schneider a The New School de Nova York, des de 1957 fins a la seva mort. Sota els auspicis de la Nova Escola i del seu gerent, Frank Salomon, el 1969 van fundar The New York String Orchestra.
A més del Quartet de Cordes de Budapest, va interpretar amb altres grups de cambres, entre ells el seu propi grup de cordes, i el Conjunt de Brandenburg. Va continuar treballant com a director, especialment acompanyant al pianista Arthur Rubinstein en el Concert per a piano núm. 5 de Beethoven amb l'Orquestra Simfònica de Jerusalem a Israel el 1975. El 1988 va rebre els Kennedy Center Honors. Va morir a Manhattan, Nova York, als 84 anys.